# James Brolin
James Brolin (født 18. juli 1940 i Los Angeles, Californien) er en amerikansk skuespiller, filmproducer og regissør. Han er kendt for roller i sæbeoperaer, filmer, sitcoms på TV. 
Brolin er far til skuespilleren Josh Brolin og gift med sangerinden og skuespilleren Barbra Streisand.